# Рюрик Ростиславич (князь перемышльский)
Рюрик Ростиславич (ум. 1092) — князь перемышльский с 1084 года, сын Ростислава Владимировича, старший из правнуков Ярослава Мудрого, до 1084 года — князь-изгой.

## Биография
После гибели отца в Тмутаракани вместе с братьями жил во Владимире-Волынском у своего двоюродного дяди Ярополка Изяславича. В 1084 году, воспользовавшись его отъездом в Киев к великому князю Всеволоду Ярославичу, братья бежали в червенские города и, собрав войско, пришли на Волынь и заняли Владимир. За Ярополка вступился Всеволод, пославший своего сына Владимира с войском.
После того, как перекрывший в Олешье в низовьях Днепра торговый путь «Из варяг в греки» другой князь-изгой, Давыд Игоревич, добился от Всеволода выделения ему в удел Дорогобужа на Волыни, между Всеволодом и Ярополком возник конфликт. Ярополк бежал в Польшу, Владимир Всеволодович захватил Луцк и посадил на княжение во Владимире-Волынском Давыда Игоревича (1085), но после возвращения Ярополка заключил с ним мир и вернул ему Владимир-Волынский (1087). В том же году Ярополк предпринял поход против Ростиславичей, направившись под Звенигород в княжество Рюрика, но был убит во время похода.
Не имея прав на крупнейшие русские столы, Рюрик Ростиславич смог завладеть юго-западными русскими землями, отстоять их и передать младшим братьям Васильку и Володарю.
Детей не имел.